# 노엘 캠프 메르카도 국립공원
노엘 캠프 메르카도 국립공원(Noel Kempff Mercado National Park)은 볼리비아의 호세 미겔 데 벨라스코 지방의 산타크루스 주 북동부에 위치한 국립공원이다.

## 지정 연도
1979년 6월 28일에 국립공원으로 지정되었다. 초기의 이름은 "후안차카 국립공원"이었으나, 그 후 이 공원지역을 발견하고 연구를 하는데 큰 역할을 한 고 노엘 캠프 메르카도씨의 이름을 따서 "노엘 캠프 메르카도 국립공원"으로 변경되었다.

## 개요
이 공원은 볼리비아 북동부에 15,234 km2(5,880 mi²) 넓이로 걸쳐 있으며, 세계에서 손꼽힐만큼 다양한 생태학적인 가치를 지니고 있다. 볼리비아는 다양한 기후와 동식물이 분포하며, 산타크루스데라시에라 지방은 매우 온난 다습하다. 브라질과의 국경 부근의 지역이며, 많은 우림과 아열대 동물이 분포하고 있다. 평균 기온은 25~29 °C이며 연간 강수량은 약 1500 mm 가량이다.

## 식물

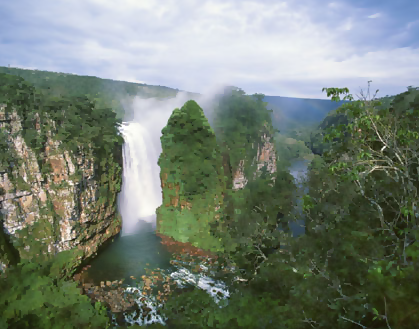
80m 높이의 카타라타스 아르코이리스

이 공원에는 약 4,000여 종의 관다발 식물이 있으며, 다양한 종류의 브로멜리아, 파시플로라, 헬리코니아, 아라세아, 야자나무 등이 있다. 또한 "마라"와 같은 종류의 중요한 나무도 있다.

## 동물
이 공원은 130여 종 이상의 포유류 동물들의 보금자리가 되고 있다. 이 동물들은 희귀한 수달, 강 돌고래, 맥, 아르마딜로, 개미핥기, 재규어등 매우 다양하다. 또한 마코앵무등 620여 종의 조류, 카이만 등을 포함하는 70여 종의 파충류등 정말 다양한 동물들이 서식하고 있다.

## 곤충

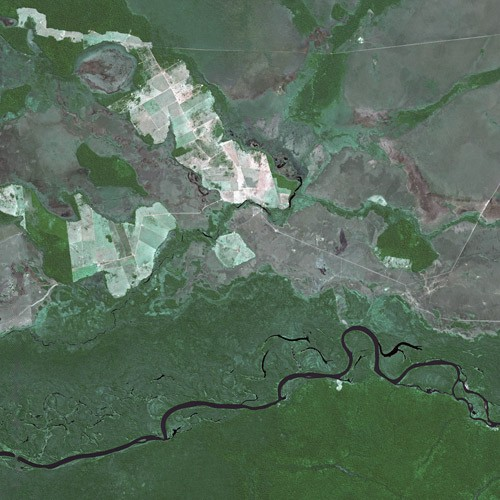
국립공원의 위성사진

이 공원에는 347종의 곤충이 서식하고 있으며, 아름다운 색깔을 가진 다양한 종류의 나비들을 포함한 상당수의 희귀종들을 포함하고 있다. 이들은 아직까지 충분히 연구되지 않았다.

## 지정 목적
근본적인 목적:
문명의 손이 닿지 않은 무공해 자연 경관을 보존하기 위한 목적이다.
구체적인 목적:
- 이 지역의 생태계를 보존한다.
- 과학 연구에 도움을 준다.
- 방문객들에게 경치를 제공한다.
- 사람들에게 아름답고 오염되지 않은 경관을 제공한다.
- 이곳에 거주하는 사람들의 피해를 방지한다.

직면하고 있는 문제점들:
- 거북 사냥
- 낚시
- 산불,방화
- 불법 삼림 탐사
- 마약 거래
- 재정 부담